# Дилейни, Томас
Томас Джозеф Дилейни (дат. Thomas Joseph Delaney; род. 3 сентября 1991[…], Фредериксберг) — датский футболист, полузащитник клуба «Копенгаген» и сборной Дании. Полуфиналист чемпионата Европы 2020 года.

## Клубная карьера
Ирландско-американского происхождения. Дилейни начал свою карьеру футболиста, играя в детско-юношеских командах клуба «КБ Копенгаген», резервного для одного из лидеров датского футбола «ФК Копенгаген».
Впервые Дилейни сыграл за «ФК Копенгаген» в неофициальной товарищеской встрече в августе 2008 года, после чего провёл первую половину сезона 2008/09 в юношеской команде «КБ Копенгагена», за «ФК Копенгаген» Дилейни выступал в кубке Дании 2008/09. Официальный дебют Дилейни состоялся в первом полуфинале против клуба «Нордвест», в котором он вышел на замену в середине второго тайма.
17 августа 2016 года «Вердер Бремен» объявил о подписании Дилейни, который должен присоединиться к клубу в январе 2017 года. 18 февраля 2017 года он забил свой первый гол за клуб со штрафного удара в матче на выезде против «Майнца 05», прежде чем вылетел за пределы поля с подозрением на сотрясение мозга. Это была первая победа клуба в новом году после четырёх поражений подряд. 1 апреля 2017 года он сделал хет-трик, ставший первым в карьере в матче с «Фрайбургом».
7 июня 2018 года Дилейни подписал 4-летний контракт с «Боруссией Дортмунд».
25 августа 2021 года Дилейни переехал в Испанию, подписав 4-летний контракт с «Севильей».
30 января 2023 года Дилейни вернулся в Германию, чтобы присоединиться к «Хоффенхайму» на правах аренды.

## Карьера в сборной
Дилейни провёл в составе юношеской сборной Дании по футболу для игроков до 18 лет 3 игры, а для футболистов до 19 лет — 11 матчей.
11 августа 2010 года состоялся дебют Дилейни за молодёжную сборную Дании в товарищеском матче против молодёжной сборной Италии.
15 октября 2013 года Дилейни дебютировал в главной национальной сборной в матче отборочного турнира к Чемпионату мира 2014 против сборной Мальты.
В июне 2018 года он вошёл в составе сборной Дании на чемпионате мира 2018 в России.
В 2021 году Дилейни также был включён в состав команды из 26 человек на Евро-2020. Он забил первый гол в четвертьфинальном матче против сборной Чехии.

## Личная жизнь
Томас женился на своей бывшей однокласснице Мишель Линдеманн Йенсен, которая является сестрой Майка Йенсена бывшего партнёра Дилейни по сборной. У пары есть дочь, которая родилась в феврале 2021 года.
Дилейни родился в Дании и провёл там свою юность. Его отец также родился в Дании, но имеет американское гражданство из-за того, что его собственный отец (дед Томаса по отцовской линии) родился в США.

## Статистика

### Матчи Дилейни за сборную Дании
| Матчи Дилейни за сборную Дании | Матчи Дилейни за сборную Дании | Матчи Дилейни за сборную Дании | Матчи Дилейни за сборную Дании | Матчи Дилейни за сборную Дании | Матчи Дилейни за сборную Дании |
| ------------------------------ | ------------------------------ | ------------------------------ | ------------------------------ | ------------------------------ | ------------------------------ |
| №                              | Дата                           | Соперник                       | Счёт                           | Голы Дилейни                   | Соревнование                   |
| 1                              | 15 октября 2013                | Мальта                         | 6:0                            | —                              | Чемпионат мира 2014 (отбор)    |
| 2                              | 25 марта 2015                  | США                            | 3:2                            | —                              | Товарищеский матч              |
| 3                              | 29 марта 2015                  | Франция                        | 0:2                            | —                              | Товарищеский матч              |
| 4                              | 7 сентября 2015                | Армения                        | 0:0                            | —                              | Чемпионат Европы 2016 (отбор)  |
| 5                              | 17 ноября 2015                 | Швеция                         | 2:2                            | —                              | Чемпионат Европы 2016 (отбор)  |
| 6                              | 24 марта 2016                  | Исландия                       | 2:1                            | —                              | Товарищеский матч              |
| 7                              | 29 марта 2016                  | Шотландия                      | 0:1                            | —                              | Товарищеский матч              |
| 8                              | 3 июня 2016                    | Босния и Герцеговина           | 2:2                            | —                              | Товарищеский матч              |
| 9                              | 7 июня 2016                    | Болгария                       | 4:0                            | —                              | Товарищеский матч              |
| 10                             | 31 августа 2016                | Лихтенштейн                    | 5:0                            | —                              | Товарищеский матч              |
| 11                             | 4 сентября 2016                | Армения                        | 1:0                            | —                              | Чемпионат мира 2018 (отбор)    |
| 12                             | 8 октября 2016                 | Польша                         | 2:3                            | —                              | Чемпионат мира 2018 (отбор)    |
| 13                             | 11 октября 2016                | Черногория                     | 0:1                            | —                              | Чемпионат мира 2018 (отбор)    |
| 14                             | 11 ноября 2016                 | Казахстан                      | 4:1                            | —                              | Чемпионат мира 2018 (отбор)    |
| 15                             | 26 марта 2017                  | Румыния                        | 0:0                            | —                              | Чемпионат мира 2018 (отбор)    |
| 16                             | 6 июня 2017                    | Германия                       | 1:1                            | —                              | Товарищеский матч              |
| 17                             | 10 июня 2017                   | Казахстан                      | 3:1                            | —                              | Чемпионат мира 2018 (отбор)    |
| 18                             | 1 сентября 2017                | Польша                         | 4:0                            | 1                              | Чемпионат мира 2018 (отбор)    |
| 19                             | 4 сентября 2017                | Армения                        | 4:1                            | 3                              | Чемпионат мира 2018 (отбор)    |
| 20                             | 5 октября 2017                 | Черногория                     | 1:0                            | —                              | Чемпионат мира 2018 (отбор)    |
| 21                             | 8 октября 2017                 | Румыния                        | 1:1                            | —                              | Чемпионат мира 2018 (отбор)    |
| 22                             | 11 ноября 2017                 | Ирландия                       | 0:0                            | —                              | Чемпионат мира 2018 (отбор)    |
| 23                             | 14 ноября 2017                 | Ирландия                       | 5:1                            | —                              | Чемпионат мира 2018 (отбор)    |
| 24                             | 22 марта 2018                  | Панама                         | 1:0                            | —                              | Товарищеский матч              |
| 25                             | 27 марта 2018                  | Чили                           | 0:0                            | —                              | Товарищеский матч              |
| 26                             | 2 июня 2018                    | Швеция                         | 0:0                            | —                              | Товарищеский матч              |
| 27                             | 9 июня 2018                    | Мексика                        | 2:0                            | —                              | Товарищеский матч              |
| 28                             | 16 июня 2018                   | Перу                           | 1:0                            | —                              | Чемпионат мира 2018            |
| 29                             | 21 июня 2018                   | Австралия                      | 1:1                            | —                              | Чемпионат мира 2018            |
| 30                             | 26 июня 2018                   | Франция                        | 0:0                            | —                              | Чемпионат мира 2018            |
| 31                             | 1 июля 2018                    | Хорватия                       | 1:1 (2:3 пен.)                 | —                              | Чемпионат мира 2018            |
| 32                             | 9 сентября 2018                | Уэльс                          | 2:0                            | —                              | Лига наций УЕФА 2018/2019      |
| 33                             | 13 октября 2018                | Ирландия                       | 0:0                            | —                              | Лига наций УЕФА 2018/2019      |
| 34                             | 16 ноября 2018                 | Уэльс                          | 2:1                            | —                              | Лига наций УЕФА 2018/2019      |
| 35                             | 21 марта 2019                  | Косово                         | 2:2                            | —                              | Товарищеский матч              |
| 36                             | 26 марта 2019                  | Швейцария                      | 3:3                            | —                              | Чемпионат Европы 2020 (отбор)  |
| 37                             | 7 июня 2019                    | Ирландия                       | 1:1                            | —                              | Чемпионат Европы 2020 (отбор)  |
| 38                             | 10 июня 2019                   | Грузия                         | 5:1                            | —                              | Чемпионат Европы 2020 (отбор)  |
| 39                             | 5 сентября 2019                | Гибралтар                      | 6:0                            | 1                              | Чемпионат Европы 2020 (отбор)  |
| 40                             | 8 сентября 2019                | Грузия                         | 0:0                            | —                              | Чемпионат Европы 2020 (отбор)  |
| 41                             | 12 октября 2019                | Швейцария                      | 1:0                            | —                              | Чемпионат Европы 2020 (отбор)  |
| 42                             | 15 ноября 2019                 | Гибралтар                      | 6:0                            | —                              | Чемпионат Европы 2020 (отбор)  |
| 43                             | 18 ноября 2019                 | Ирландия                       | 1:1                            | —                              | Чемпионат Европы 2020 (отбор)  |
| 44                             | 5 сентября 2020                | Бельгия                        | 0:2                            | —                              | Лига наций УЕФА 2020/2021      |
| 45                             | 8 сентября 2020                | Англия                         | 0:0                            | —                              | Лига наций УЕФА 2020/2021      |
| 46                             | 11 октября 2020                | Исландия                       | 3:0                            | —                              | Лига наций УЕФА 2020/2021      |
| 47                             | 14 октября 2020                | Англия                         | 1:0                            | —                              | Лига наций УЕФА 2020/2021      |
| 48                             | 11 ноября 2020                 | Швеция                         | 2:0                            | —                              | Товарищеский матч              |
| 49                             | 15 ноября 2020                 | Исландия                       | 2:1                            | —                              | Лига наций УЕФА 2020/2021      |
| 50                             | 18 ноября 2020                 | Бельгия                        | 2:4                            | —                              | Лига наций УЕФА 2020/2021      |
| 51                             | 25 марта 2021                  | Израиль                        | 2:0                            | —                              | Чемпионат мира 2022 (отбор)    |
| 52                             | 31 марта 2021                  | Австрия                        | 4:0                            | —                              | Чемпионат мира 2022 (отбор)    |
| 53                             | 2 июня 2021                    | Германия                       | 1:1                            | —                              | Товарищеский матч              |
| 54                             | 6 июня 2021                    | Босния и Герцеговина           | 2:0                            | —                              | Товарищеский матч              |
| 55                             | 12 июня 2021                   | Финляндия                      | 0:1                            | —                              | Чемпионат Европы 2020          |
| 56                             | 17 июня 2021                   | Бельгия                        | 1:2                            | —                              | Чемпионат Европы 2020          |
| 57                             | 21 июня 2021                   | Россия                         | 4:1                            | —                              | Чемпионат Европы 2020          |
| 58                             | 26 июня 2021                   | Уэльс                          | 4:0                            | —                              | Чемпионат Европы 2020          |
| 59                             | 3 июля 2021                    | Чехия                          | 2:1                            | 1                              | Чемпионат Европы 2020          |
| 60                             | 7 июля 2021                    | Англия                         | 1:2                            | —                              | Чемпионат Европы 2020          |
| 61                             | 1 сентября 2021                | Шотландия                      | 2:0                            | —                              | Чемпионат мира 2022 (отбор)    |
| 62                             | 7 сентября 2021                | Израиль                        | 5:0                            | 1                              | Чемпионат мира 2022 (отбор)    |
| 63                             | 9 октября 2021                 | Молдова                        | 4:0                            | —                              | Чемпионат мира 2022 (отбор)    |
| 64                             | 12 октября 2021                | Австрия                        | 1:0                            | —                              | Чемпионат мира 2022 (отбор)    |
| 65                             | 12 ноября 2021                 | Фарерские острова              | 3:1                            | —                              | Чемпионат мира 2022 (отбор)    |
| 66                             | 26 марта 2022                  | Нидерланды                     | 2:4                            | —                              | Товарищеский матч              |
| 67                             | 3 июня 2022                    | Франция                        | 2:1                            | —                              | Лига наций УЕФА 2022/2023      |
| 68                             | 6 июня 2022                    | Австрия                        | 2:1                            | —                              | Лига наций УЕФА 2022/2023      |
| 69                             | 10 июня 2022                   | Хорватия                       | 0:1                            | —                              | Лига наций УЕФА 2022/2023      |
| 70                             | 22 сентября 2022               | Хорватия                       | 1:2                            | —                              | Лига наций УЕФА 2022/2023      |
| 71                             | 25 сентября 2022               | Франция                        | 2:0                            | —                              | Лига наций УЕФА 2022/2023      |
| 72                             | 22 ноября 2022                 | Тунис                          | 0:0                            | —                              | Чемпионат мира 2022            |
| 73                             | 10 сентября 2023               | Финляндия                      | 1:0                            | —                              | Чемпионат Европы 2024 (отбор)  |
| 74                             | 17 ноября 2023                 | Словения                       | 2:1                            | 1                              | Чемпионат Европы 2024 (отбор)  |
| 75                             | 20 ноября 2023                 | Северная Ирландия              | 0:2                            | —                              | Чемпионат Европы 2024 (отбор)  |
| 76                             | 23 марта 2024                  | Швейцария                      | 0:0                            | —                              | Товарищеский матч              |

Итого: 76 матчей / 8 голов; 41 победа, 22 ничьи, 13 поражений.

## Достижения

### Клубные
«Копенгаген»
- Чемпион Дании (4): 2009/10, 2010/11, 2012/13, 2015/16
- Обладатель Кубка Дании (3): 2011/12, 2014/15, 2015/16

«Боруссия» (Дортмунд)
- Обладатель Кубка Германии: 2020/21
- Обладатель Суперкубка Германии: 2019

### Личные
- Футболист года в Дании среди игроков до 19 лет: 2009
- Игрок года ФК «Копенгаген» (2): 2015, 2016[18]